# 144386 Emmabirath
144386 Emmabirath è un asteroide della fascia principale. Scoperto nel 2004, presenta un'orbita caratterizzata da un semiasse maggiore pari a 2,2746082 au e da un'eccentricità di 0,1702837, inclinata di 1,11544° rispetto all'eclittica.